# Rabinal
Rabinal är en kommunhuvudort i Guatemala.   Den ligger i departementet Departamento de Baja Verapaz, i den centrala delen av landet, 50 km norr om huvudstaden Guatemala City. Rabinal ligger 1 282 meter över havet och antalet invånare är 10 737.
Terrängen runt Rabinal är kuperad åt nordost, men åt sydväst är den bergig. Runt Rabinal är det ganska tätbefolkat, med 96 invånare per kvadratkilometer. Närmaste större samhälle är Salamá, 14,1 km öster om Rabinal. I omgivningarna runt Rabinal växer huvudsakligen savannskog.